# (15906) Yoshikaneda
(15906) Yoshikaneda est un astéroïde de la ceinture principale.

## Description
(15906) Yoshikaneda est un astéroïde de la ceinture principale. Il fut découvert le 30 septembre 1997 à Nanyo par Tomimaru Okuni. Il présente une orbite caractérisée par un demi-grand axe de 2,25 UA, une excentricité de 0,12 et une inclinaison de 1,9° par rapport à l'écliptique.

## Compléments